# Hroza
Hroza (in ucraino Гроза?) è un villaggio del distretto di Kup"jans'k dell'oblast' di Charkiv, nell'Ucraina orientale.

## Geografia
Hroza è situata a 34 km ad ovest di Kup"jans'k e a 79 km a sud-est di Charkiv.

## Storia

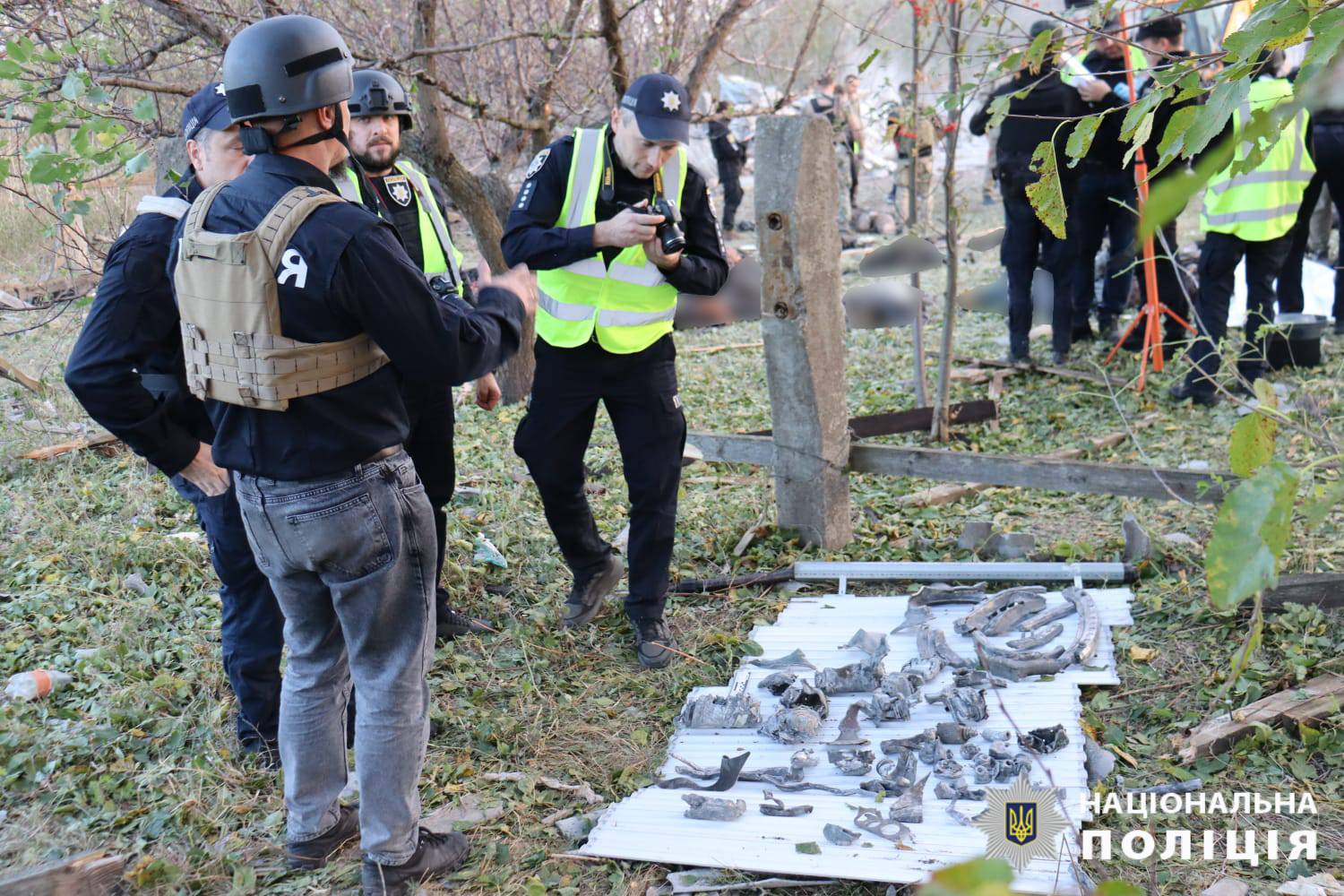
Resti del missile che ha colpito il villaggio il 5 ottobre 2023.

Il villaggio è stato fondato nel 1922.
Nel corso dell'invasione russa dell'Ucraina è stato occupato dalle truppe russe nel febbraio 2022. Il villaggio è stato liberato dalle forze armate ucraine il 9 settembre successivo.
Il 5 ottobre 2023 un missile russo Iskander ha colpito un locale dove si stava svolgendo una commemorazione funebre di un soldato ucraino. Nell'attacco sono morte complessivamente 59 persone, tutte residenti a Hroza. Tra le vittime anche un bambino di otto anni.

## Società

### Demografia
Secondo il censimento ucraino del 2001, la popolazione di Hroza era così distribuita per lingua nativa:
- Ucraino: 93,2%
- Russo: 4,4%
- Altri: 2,4%